# ザナック×ザナック
『ザナック×ザナック』（ZANAC×ZANAC）は、コンパイルが2001年に発売した、PlayStation用ゲームソフト。2010年7月28日からPlayStation StoreのゲームアーカイブスにてPlayStation、PlayStation Portable用に配信開始された。

## 概要
かつて一世を風靡したシューティングゲーム『ザナック』と、それを元にした新作『ザナック ネオ』の2作品を収録している。
コンパイルが倒産した後は販売を引き継ぐメーカーがなく生産が終了。その後は入手困難となっているため、高値で取引されている。ゲームアーカイブス版はガンホー・オンライン・エンターテイメントがパブリッシャーとなっている。
コンパイルの通販予約特典として、ゲーム中のBGMをメドレーで収録したMDがプレゼントされた。また、ホームページ上でスコアアタックを開催し、動画を録画して送り、優勝した人には別バージョンのMDが送付された。

## ザナック
ここでは収録バージョンの種類と概要、及び原作からの変更点を主に述べる。
DISK VERSION
ファミコンディスクシステム版を元に移植したモード。
ROM VERSION
NES版を元に移植したモード。設定を変更することにより、より難易度の高い「ROM PLUS VERSION」にも変更可能。
DISK VERSIONとはサブウェポンに以下の差異がある。
- 1番
  - 最高レベル時の軌道が異なる。
- 4番
  - 一定時間経過後、画面奥へ飛び去っていく。

SPECIAL VERSION
独自要素を追加した高難度のアレンジバージョン。自機の形状も他のバージョンとは異なる。サブウェポンの差異は以下の通り。
- 0番
  - R1ボタンを押す事により、発射方向を固定できる。
- 1番
  - 最高レベル時の軌道が異なる。
- 2番
  - R1ボタンでシールドを空中に固定できる。シールドの耐久力は時間経過により減少し、0になると消滅する。
- 3番
  - R1ボタンを押すと、地上物にも当たり判定が生まれる。その一方耐久力の高い敵に当てると回転速度が遅くなり、使用時間の減りが激しくなる。
- 4番
  - ○（もしくは×）ボタンを離すと画面下に消える。
- 7番
  - 方向キーを斜め下へ入力すると、ほぼ横へ発射できる。またR1ボタンを押すと発射方向を固定できる。

スコアアタック
ROM VERSIONの1面から、最終要塞レベル4までの全18ステージ。ステージ自体はどれも短めで、難易度は比較的簡単なものから超人レベルまで様々な種類がある。
EDIT MODE
一定条件を満たす事により設定を変更できるモード。これにより変更できるものは以下の通り。
- 敵出現個数
  - 一画面内に登場する敵や敵弾の最大値。
- 照準の正確さ
  - 敵弾の自機に対する狙いの正確さ。
- 自機の武器タイプ
  - サブウェポンのタイプ。変更することにより基本性能やレベルアップ時の効果に若干の差異がある。
- マップのタイプ
  - マップの形状。地形やアイテムの配置に変更がある。
- 敵のタイプ
  - 出現する敵の動きや行動パターンに変更がある。
- タイムボーナス
  - 要塞タイプのボスを倒した時に、倒した時の残り時間によってボーナス得点を加えることができる。
- スコアトライアル
  - 選択した面のみプレイできるようになる。プレイできる面はマップのタイプの設定によって決められる。

その他
MSX版では、ラスボスの一段階目を撃破すると外装が左右に割れて中の真ボスが出現するという演出があったが、これはファミコン版ではスペックの関係で再現できなかった為に書き換えで表現していた。PS版ではこの演出を書き替えではなくMSX版と同様に左右に外装が割れるものへと改良している。

## ザナック ネオ
上記のザナックをベースにした完全新作である。グラフィックやサウンドもPlayStation用にアップデートされている。
後述のようにストーリーも作成されたが、実際のゲーム中では一切語られていない。キャラクターに関しても登場場面はスタッフロールといったごくわずかに限られ、あくまで設定のみに留まっている。当初は2枚組で発売予定であったことから、これらの要素を削除して発売された可能性がある。

### ゲームシステム
時間経過、アイテム取得で難易度がわずかに変化する。同番号を連続取得する事で、敵出現テーブルに番号に対応した敵が追加される（1→1、4→4→4等で、それぞれの敵が追加）。
なお出現数・種類は決まっており、番号によって1 - 2種の差がある。2種ある方はランダムで決定される為、どちらのグループが出るかは運次第。スコアを狙う際には、重要になることも。

#### 連続Hit
前作との一番の違いであり、本作のシステムの肝となっている。
画面外に敵が出るまでに2機以上連続撃破すると画面左上にHitというカウンター表示が現れ、さらに画面に登場する破壊目標を連続破壊し続けると、002から始まり最大999まで増加する。この時通常得られる点数に加え、破壊目標を倒すごとにそれぞれカウンター下に表示される、累積点がボーナス点として加算される。ボーナス点はHit数に比例して増加するのではなく、敵を倒すごとに個別に決められた累計点が加算されていく。Hit数は999でカウンターストップになるが、ボーナス点は継続して累積される為、上限はない。
Hitの対象となる破壊目標は敵・ブロック・カーゴ・ボスが放つ子機や地上の構造物などで、破壊可能な敵弾を破壊してもHit数は増えない（エリア0のボスを除く）。破壊目標を逃すとHitは途切れてしまうが、ボスが放った子機やアイアイやイコンなど一部の地上の構造物、妖精などを打ち漏らしても途切れない。また、たとえミスしても破壊目標が画面外に出る前に破壊出来れば、Hitは継続される。

### ストーリー
はるか昔に遺され、暴走した「システム」をかろうじて撃退した人類だったが、破壊されたシステムはごく一部に過ぎなかった。
増殖した残りのシステムが攻撃を引き継ぐように設定されており、一進一退の攻防が、30年もの長きに渡って繰り返されていた。
システムを確実に破壊していった人類だが、その消耗は激しく厳しい情勢が続いていた。
そんな中、襲来してきたシステムの一つを撃退した折、データの送信ユニットを追ったパイロットがユニットの通信を解析した結果、システム中でも上位の存在を発見する。さらに調査を進めた結果、その位置と正体が判明した。
それは最初期につくられた、システムのコアとされるものであり、破壊に成功すれば命令系統を利用して全システムの攻撃を中止させる事ができるものと思われた。
しかし、作戦には大きな壁があった。コアは他のシステムと比較して段違いのスペックを誇っており、もし破壊に失敗すれば人類は即座に標的にされ、殲滅されてしまう危険性があったのだ。
座して死を待つか、それとも打って出るか。人類は乾坤一擲の賭けとして、最後の希望を'ProjectZANAC'（プロジェクト ザナック）により開発された最新鋭攻撃機3機を初めとしたZANAC部隊に託すのだった。

### 登場人物
ホクト・ユウキ
年齢･･･21
性別･･･男性
最も使命感に燃える、1号機パイロット。
ノア・クロンビット
年齢･･･13歳
性別･･･女性
天才的な操縦センスを買われ、特別軍属として2号機パイロットに配置される。
ミクトネス・イクステス
年齢･･･不詳
性別･･･男性
イコン分析チームの一人で、冷静な頭脳を持つ3号機パイロット。聖職者としての一面も持つ。
マクシス・J・ヴァンガード
年齢･･･45
性別･･･男性
0号機パイロットとして20年もの間システムと戦い続けてきた根っからの軍人で、作戦の司令官を務める最高責任者。
グエン・B・ホーバン
年齢･･･29
性別･･･男性
あらゆる機器に精通した、腕利きのメカニック。
サラ・ノースランド
年齢･･･22
性別･･･女性
多国語に通じ、また状況分析にも長けたオペレーター。
スズカ・シノノメ
年齢･･･19
性別･･･女性
軍学校を卒業し、配属されたばかりの新人オペレーター。経験は浅いが、良く通った声を持っている。

### ステージ紹介
| AREA | タイトル                | 解説 | 使用曲                                  |
| ---- | ----------------------- | --- | --------------------------------------- |
| 0    | - FLASH BACK -          | 操作に慣れるためのステージであり、前作の最終エリアを踏襲した構成。主要な雑魚敵が登場する。難易度は低めだが、サブウェポンにより後半の難易度に大きく差が出る。 ステージボスは小型要塞タイプで、回転する円状の物体を放つが、破壊できるためHitを稼ぎやすい。攻撃を続けると、破壊不能の球をまとめて吐き出してくる。 | - INSTANT REPLICANT - NO FEEL - REPLY - |
| 1    | -STAR FLEET-            | 宇宙空間が舞台で、序盤は敵が多い上に不意に隕石などが現れる事が多く、Hitが途切れやすい。 小型要塞タイプの中ボスが2体と、ステージボスは戦闘機タイプのボスが登場。ステージボスのコアを取り囲むパーツは、砲台を除き一定時間後に修理され、復活する。                                                                | - MAIN THEME[SAWTOOTH REMIX] - NO FEEL  |
| 2    | -SATELLITE BASE-        | 序盤は地上を走る戦車が現れ、後半は空中に設置された物体を破壊していく。 中ボスは戦闘機タイプと要塞タイプの2体。ステージボスはオーソドックスな中型要塞タイプとなっている。 | - BLIND SPOT                            |
| 3    | -CLOUD KINGDOM-         | 高々度のステージで、序盤はオーソドックスな構成。後半は敵基地を破壊しながら進み、やや難易度は高い。 中ボスは小型空中要塞タイプと空中機動要塞タイプが1体ずつ。ステージボスは中型機動要塞タイプ。 | - GREEN                                 |
| 4    | -REMAINS OF AN ANCIENT- | 森の中の遺跡地帯を通過する序盤は高速スクロール中に要塞などが登場し、中盤は上下両方から自機を挟むように攻撃してくる敵が多数出現するなど、全体的に難易度は高い。 中ボスは中型要塞タイプと地上機動兵器×2。ステージボスは戦闘機タイプ。                                                                            | - THE AIR CURRENT                       |
| 5    | -STORMING PARTY-        | ボスは一切登場せず、ステージ自体も短いが、敵の数が多くHitを繋げにくい。 | - FILTERING SKY                         |
| 6    | -BLIZZARD-              | 雪に覆われた休火山で繰り広げられるステージ。ステージ自体には特徴はない。 中ボスは中型要塞タイプと戦闘機タイプ。ステージボスは大型要塞タイプで、攻撃が激しく砲台も多いため、倒しにくい。 | - SNOWFIELED STORY                      |
| 7    | -HELL'S GATE-           | 敵基地を舞台にしたステージ。序盤から敵が多い上、連続して登場するため対処しづらい。 中ボスは中型要塞タイプと中型戦闘機タイプ。ステージボスは大型要塞タイプ。 | - INVASION                              |
| 8    | -MYSTIC SPACE-          | 謎の宇宙空間が舞台で、今まで登場した中ボス・ステージボスが数体再登場するが、制限時間が短くなっている。 終盤にはカニ型戦闘機タイプの中ボスと、タコのような形をしたステージボスが登場する。ステージボスが産む小型生物は通常の攻撃では倒せず、体当たりのみで破壊可能。                                            | - INTRUDER                              |
| 9    | -CORE OF SYSTEM-        | 最終面。全ステージ中最高難度を誇り、Hitも繋げにくい。 中ボスは大型要塞タイプが3体、小型戦闘機タイプが合計6体。ラスボスは、頭部を破壊する前は護衛機4体を出して攻撃する。護衛機は、頭部を破壊しない限り何度でも復活する。頭部を破壊された後は、コアが直接攻撃を仕掛けてくる。                                    | - SOME BIZARRE - BOTTOM OF THE WHEEL    |

### 武器
メインウェポン
1連射（遅）から始まり、パワーチップを取るごとに1連射（速）→2並行連射（遅）→2並行連射（速）→3並行連射（左右遅・中央速）→3並行連射（左右速・中央2連射）までパワーアップする。特殊条件を満たしたり、アイアイに一定の射撃を加えることにより3並行連射（左右・中央各2連射）にパワーアップし、ブラストモードでは帯状に変化する。
サブウェポン
それぞれ0 - 7番までの8種類があり、番号の書かれたサブウェポンアイテムを取ることで切り替える。アイテムは画面奥から降りてくるカーゴを直接取るか、カーゴや隕石などを破壊して現れるものを取る必要がある。カーゴは数秒間画面中に滞在し、経過後は画面奥に飛び去っていき（飛び去っていく間に撃ち落す事も可能）、撃ち落とした場合アイテムは徐々に手前へ降りていく。同じ番号のアイテムを取るとレベルが上昇（パワーアップ）し、いずれも0から始まり、最大2 - 6まで（最大値はそれぞれ異なる）レベルアップする。
アイテムは通常の番号の変わらないオレンジ色のものと、0から7まで徐々に変化する緑色のものがあり、後者は撃ち落さず直接取った場合は取った時点の武器が1レベルアップし、撃ち落した場合撃ち落した時点の2つ前から変化していく（撃ち落した時3番であったとすると、1が現れ、変化していく）。カーゴで降りてくるものは、プレイ直後はかならず0から始まり、1→2→･･･7→番号変化→0へ移行する。また、ステージクリア時点で1番までが降りてきたとすると、次のステージ初めは2番から始まるという風にループする。なお、番号が変化するものは、撃ち落した後の落下速度が通常のものに比べ若干遅くなっている。
※アイアイに射撃して表情を変えると武器のレベルを最大にできる。また、後述のブラストモードにより、特殊な攻撃を行う事が可能。
※パワーチップ・アイテムとも取得後に数秒間無敵状態になり、攻撃判定が生まれ、敵弾を消す事ができる。連続して取った場合、無敵時間は累積されず、最後に取ったアイテム分の時間が終わると通常の状態に戻る。
※それぞれのレベルは、ミスすると0に戻る。武器を切り替えた場合そのままレベルは維持され、再度戻した場合に以前のレベルから始まる。

#### チャージショット
画面左下に表示されるゲージを消費することにより発射する事ができる、強力な攻撃。同じく追加された要素として重要なものである。
△もしくはR1ボタンを押す事により発動し、まず自機が白く発光し、前方に球状のエネルギー弾を発生させた後、高速で打ち出す。自機が発光した瞬間や、前方にあるエネルギー弾にも攻撃判定がある。エネルギー弾はすべての敵弾を打ち消し、敵や障害物を破壊しながら消滅するまで一定距離進む。倒された敵は爆発し、爆風を起こす。この爆風に巻き込まれた敵が爆発する事により、連爆（連鎖爆発）が発生する。連爆が発生している間は、巻き込んだ敵に連続してダメージを与える事ができ、爆風によって破壊された敵はさらに爆風を起こし、範囲内に破壊される敵がいなくなるまで連爆が続く。連爆により倒された場合、通常の2倍の得点・累積点が得られる。また、敵の耐久力が高く爆発に至らない時でも、大きなダメージを与える。ゲージはゲームスタート時から時間経過により少しずつ溜まる他、サブウェポンアイテムを取った時にも1本分が溜まる。
ショットはゲージを1本分もしくは2本分使うかで威力が変わり、1本分のチャージショットはエネルギー弾が小さく、爆風の範囲も狭い。2本分の方が有効範囲が広く強力。2本溜めている時に1本分のチャージショットを放つ事は基本的には出来ないが、ブラストモードに移行し発射する事で1本分残すことが可能。

#### ブラストモード
チャージショット用ゲージが1本以上溜まっている時、△もしくはR1ボタンを長押しすると機体が発光し、メインウェポンが帯状のショットになりサブウェポンが緑色になるブラストモードが発動する。この時、メインウェポンおよびサブウェポンは、敵弾全てを破壊できるようになる。なお、変化後のメインウェポンの威力や形状は、変化する前のレベルには左右されず常に一定。ゲージは少しずつ減少し、使い切った時点で通常のものに戻るが、発動中にサブウェポンのアイテムを取る事により、1本分ゲージを増加させ、時間を引き伸ばす事もできる。ゲージが一本以上残っている状態でチャージショットを放つ事もできる。

### 機体解説

#### AFX-68030 Knife-Edge（ナイフエッジ）
ZANAC計画の1号機であり、計画のコンセプトを最も意識して設計された機体。カラーはレッド。
全機体中最高の機動性を誇り、最もHitを繋げやすい。サブウェポンも使いやすいものが揃っており、対応力に長ける0番、周囲の敵弾をガードできる3番、連射ができ広い範囲をカバーする7番が頼りになる。初心者から上級者まで、使い手を選ばない機体。
サブウェポン
- 0番 リバースキャノン
  - 方向キーの入力と逆方向とはショットを発射する。方向キーを離しても、ショットの方向は変わらない。
  - 最大3までレベルアップし、攻撃範囲が広くなる。
- 1番 ワインドクラッシャー
  - 前方へゆっくりと波形に揺れながら進む貫通弾を発射する。1画面中に1発まで発射可能。
  - 最大レベル3までレベルアップし、1で弾のスピードが速くなり、2で速度は落ちるが弾が2つに、3で再度スピードが速くなる。
- 2番 リフレクター
  - 敵のビームを除く通常弾を吸収し、○（もしくは×）ボタンを押すと、前方へ強力なショットを連射する。吸収した敵弾の数に応じて発射できる弾数が決められており、使い切ると次に吸収するまでショットは撃てない。前方しか吸収できず、範囲も狭いため防御方法としては心もとない。
  - 最大3までレベルアップし、ショットの連射速度が増す。
- 3番 ネオサーキュラー・α（アルファー）
  - 自機の周囲をエネルギー球が回転し、敵弾や敵と相殺する。他と比べて回転速度が速いが、敵と衝突すると回転は鈍る。
  - 最大3までレベルアップし、球が2つに増え、巨大になる。
- 4番 ドリルミサイル
  - 発射後に直進し、敵に当たると連続してダメージを与えるドリル型ミサイル。追尾性能は無い。ドリルは耐久力があり、耐久力が無くなり敵を倒せなかった場合は前方へ飛び去る。また倒した時に耐久力が残っていた場合、貫通・直進して他の敵にも残りの耐久力分ダメージを与える。
  - 最大4までレベルアップし、レベルが上がるごとに耐久力が上がり、1画面上に同時発射できる弾数が3発から最大5発まで増える。
- 5番 ディバイドキャノン
  - 敵に当たると後方へ扇状にビームを拡散させる炸裂弾。炸裂弾自体の威力も高く、雑魚敵ならほぼ一発で倒せる。1画面中に1発までの発射だが、ショットのスピードは速い。
  - 最大5までレベルアップ。炸裂弾の威力が上がり、命中後発射されるビームの本数が増え、より広く拡散する。
- 6番 ブラストボム
  - 前方へカプセル状のボムを打ち出し、機体前方へ少し進んだ後に爆発する。爆発するまで攻撃判定は無いが、着弾後は爆風が消えるまで判定が残る。発射後は着弾するまで次の攻撃はできないため、隙が大きいが、威力はサブウェポン中屈指。
  - 最大4までレベルアップ。1で威力が増し、2でボムが2発に、3でさらに威力が増し、4で3発発射される。
- 7番 ハイパーベロシティ
  - 一度後方へ発射した後、前方へ戻る鎌状の高速弾。方向キーを入力しない時は直進するが、方向キーを左右に入力している時は、入力方向に従って機体の左右側に振れる。攻撃範囲の広さは全サブウェポン中でもトップクラスで、Hitが繋ぎやすい。連射できるため、敵に接近すれば攻撃力も侮れない。
  - 最大5までレベルアップし、ショットの幅が広くなる。

#### AFX-80586 Scar-Face（スカーフェイス）
次世代主力戦闘機として開発され、広い汎用性を持つ2号機。カラーはブルー。
機動性は1号機にはやや劣る。またサブウェポンも攻撃力こそ高いものが多いが、防御性能や攻撃範囲に癖がある、上級者向けの機体。
いくつかのものが前作『ザナック』に登場していたサブウェポンの流れを汲む性能になっているが、それと比べると弱体化した面が目立つ。
サブウェポン
- 0番 オールレンジキャノン
  - 方向キーの入力方向へショットを発射する。方向キーを離すと、前方へショットを発射する。
  - 最大3までレベルアップし、ショットの幅が広くなる。
- 1番 スラッシャー
  - 機体にエネルギーを収束させた後、加速しながら直進する貫通弾。
  - 最大5までレベルアップし、ビームが大きくなり、連射速度が上がる。レベルが上がったときは、収束している段階でも攻撃判定が生まれる。
- 2番 エナジーチャージャー
  - 敵の弾を吸収し、チャージショット用ゲージのエネルギーに変換する。
  - 最大3までレベルアップし、敵弾1発につき変換するエネルギー量が増える。
- 3番 ネオサーキュラー・β（ベータ）
  - 機体周囲をエネルギー球が回転し、敵弾や敵・障害物と相殺する。○（または×）ボタンを押している間だけ出現する。
  - 最大3までレベルアップし、球が2つになり回転速度が増す。
- 4番 ローリングショット
  - 前方へ回転しながらゆっくりと進むエネルギー球を発射する。一画面中に1つしか発射できず、連射はできない。
  - 最大5までレベルアップし、弾が2つになり、回転速度が増す。
- 5番 ネオリワインダー
  - 発射後前方へ一定距離進み、再度自機を追尾しながら戻ってくるエネルギー弾を発射する。
  - 最大5までレベルアップし、球が大きくなると共に威力が増し、射程が伸びる。
- 6番 スプレッドプラズマ
  - 発射後前方へ進み、敵・障害物に命中すると爆発する弾を発射する。爆発後は一定時間攻撃判定が残る。威力だけを見れば全サブウェポン中でトップだが、1画面中1発までしか発射できず、ショットスピードも遅いため、対ボス向けに近い。
  - 最大2までレベルアップし、弾の大きさや命中後の爆発範囲・持続時間が強化される。
- 7番 ラピッドキャノン
  - 前方へショットを高速で連射する。方向キーの左右の入力方向に応じて、45度まで射程範囲をカバーする。
  - 最大5までレベルアップし、ショットの幅が広がり、同時に連射できるショット数が増える。

#### AFX-3000R Hammer-Duke（ハンマーデューク）
一点突破を目的に設計された機体で、新型エンジンを搭載した3号機。他にも拠点攻撃形態への変形機構を有する（ただしゲーム中では再現されていない）。カラーはグリーン。
機動性は一番低く、1号機の半分ほど。サブウェポンは癖があるが、敵を貫通して攻撃できる1番、一度に多数の敵をロックして攻撃できる6番など、Hit継続を度外視し爽快感を重視したものが多い。
サブウェポン
- 0番 ツインキャノン
  - 方向キーの入力方向とその逆方向にショットを同時連射する。方向キーを離しても、方向は変化しない。
  - 最大3までレベルアップし、ショットが2重になる。
- 1番 バニシングレーザー
  - 前方へ敵・障害物を貫通するレーザーを発射する。
  - 最大3までレベルアップし、ショットの幅が広くなり、一発あたりの発射時間が長くなる。
- 2番 シールドスフィア
  - 前方をカバーするエネルギー球を出現させる。球は敵弾・敵・障害物などに当たると小さくなるが、しばらくすると元に戻る。
  - 最大3までレベルアップし、耐久力と回転速度が増す。レベル3では、左右方向もカバーする。
- 3番 ネオサーキュラー・γ（ガンマ）
  - 自機周囲を回転するエネルギー球で、敵弾・敵・障害物を破壊する。地上物への攻撃判定は無い。
  - 最大レベル3までレベルアップし、球が2つから4つまで増える。3では球が自機の側を2つ、さらにその周りを2つ回転する。
- 4番 リングショット
  - 自機の周囲に、リング状のショットを同時に2方向へ連射する。方向キーの入力方向の内、前後のボタンを押す時間によりショットの方向が変化し、前方と後方の一部以外を広くカバーする。
  - 最大レベル5までレベルアップし、射程が長くなり画面3分の2程度まで伸びる。
- 5番 リモートコントロールキャノン
  - 方向キーの入力方向に応じてコントロールできるエネルギー球を発射する。球は敵・障害物を貫通し、画面外に消えるまで留まる。一画面中に一発のみ発射可能で、発射中は自機の移動スピードが激減するため使いこなすにはかなりの技術が必要。
  - 最大2までレベルアップし、球が大きくなり威力が増す。
- 6番 オートエイミングブラスター
  - 自機の周囲に、回転するサイトを配置する。サイトは破壊目標に自動的に反応し、ロックすると同時に攻撃を仕掛け、破壊する。破壊後は2号機の6番のような爆発が起こり、攻撃判定が生まれる。攻撃を仕掛けたサイトは一瞬画面から消えるが、すぐに再配置される。なお、回転方向はボタン入力により変化させられる。
  - 最大5までレベルアップし、サイトが3つから5つまで増え、爆発後の攻撃判定が長く残る。
- 7番 ヴァイパーミサイル
  - 一旦後方へ発射され、前方へ移動する複数のミサイルを発射する。後方へ発射した時点で攻撃判定がある。追尾性能は無い。発射時にタイムラグがあるため目標を狙って当てる事は難しく、射程範囲は狭く、威力もあまり高くない。また、一画面中に弾が残っていると次の弾は発射できない。
  - 最大3までレベルアップし、一度に発射できるミサイルが2発から2発ずつ、最大8発まで増える。

#### AFX-6502FC FC-Custom
FC版『ザナック』のセーブデータ（クリアする必要はない）作成後に『ZANAC NEO』を1度クリア、または裏技の隠しコマンドで出現する機体。その正体は、前作『ザナック』に登場した初代機であり、'ProjectZANAC'の基本となった0号機。カラーはグレイ。
機動性は1号機と同等で最速。サブウェポンは前作とほぼ同じものを採用しており、チャージショットとブラストモードが使用不可能である代わりに、全サブウェポン（0番のみレベル3限定）で全敵弾を破壊もしくは消失させることが出来るため、群を抜いて強力な機体である。
使用ゲージは多くのサブウェポンに存在する弾数制限を示している。無くなると0番へ戻るが、再び同じ番号のサブウェポンアイテムを取ることで回復する。
FC版と違い、サブウェポン毎にレベルが保存され、時間切れなどにかかわらず切り替え毎に継続される。
サブウェポン
- 0番 オールレンジキャノン
  - 性能は2号機の0番と同等だが、形状は波状ではなく球状である。
  - 最大3までレベルアップし、連射速度が増し、ショットの幅が広がる。
- 1番 ストレートクラッシャー
  - 前方へ進み、敵や障害物を貫通するエネルギー弾を発射する。一画面につき1発のみ発射可能。威力は高めでゲージ減少量は低いが、ショットスピードが遅く使いづらい。
  - 最大2までレベルアップし、エネルギー弾が大きくなり、威力が増す。
- 2番 フィールドシャッター
  - 自機の周囲をバリアーで覆う。敵や敵弾・障害物に当たるとゲージが減少していく。減少量はぶつかった破壊目標の耐久力に比例する。なお無敵状態になった時に敵弾などに当たっても、ゲージは減少してしまう。ゲージを使いきった時点で0番になるが、アイテム取得時と同じ無敵が発生する（ただし無敵に移行する間の1フレームは無敵ではないので、被弾する）。全方向をカバーするが自機の当たり判定が大きくなるためにゲージがすぐに減ってしまい、あまり当てにはならない。
  - 最大3までレベルアップし、防御した時のゲージの消耗が抑え目になる。
- 3番 サーキュラー
  - 機体周囲にエネルギー球を回転させ、敵・敵弾・障害物を防ぐ。ゲージ減少量はごく少なく、普通にプレイしていれば使いきることはまずないため、使いやすい。
  - 最大5までレベルアップし、球が増えるとともに回転速度が増す。
- 4番 バイブレーター
  - 前方へ一定距離進んだ後その場に留まり、左右へ振幅するエネルギー弾を発射する。弾は破壊目標に当たりながら少しずつ小さくなり、最終的に消える。今作ではエネルギーが残っている場合でも、一定時間経過後に画面外へ飛び去る。一画面につき1発のみ発射可能。
  - 最大2までレベルアップし、球の耐久力が増す。
- 5番 リワインダー
  - 2号機の5番に似た往復弾を発射する。こちらは初期段階のショットスピードが遅いかわりに、威力が高くなっている。一画面につき1発のみ発射可。レベル4からは突然変異する。
  - 最大6までレベルアップし、0から3までは往復弾の射程・弾数・ショットスピードが増え、4からはレーザーへと変化し、レベルが上がるにつれ連射速度が上がる。
- 6番 プラズマフラッシュ
  - レベル1までは敵・敵弾・障害物に当たると、地上物を除き敵弾を含む画面上の全ての空中物に一定ダメージを与え破壊する反応弾を発射する。レベル2以降は○（または×）ボタンを押す事により、即時発動する。20回使用すると0番に戻る。
  - 最大5までレベルアップ。5までレベルを上げ、初回の1発目のみ画面上の全ての空中物がランダーに変化する。前作とは違いアイアイでも取得でき、使った後もレベルは5のまま変化しない。ゲーム中1プレイに1回のみ。
- 7番 ハイスピード
  - 前方に敵・障害物を貫通するエネルギー弾を連射する。方向キーの左右の入力方向により、前方90度をカバーする。1発ずつの威力は低めだが、ショットスピードが速く射程範囲も広いため使いやすい。
  - 最大2までレベルアップし、ショット1発の威力が増す。

### ゲームバランス
1. 敵が出現してから対処できる程度のスクロール
2. 武器アイテム・チップ取得時の無敵時間の大幅な延長
3. 当たり判定の小ささ
4. チャージショット・ブラストモードの新設
5. 取得しやすい各パワーアップアイテム
6. ミス直後のメインウェポン用パワーチップの救済

などから、かつての『ザナック』と違い、システムとしての難易度は大幅に下がっている。また、頻繁な残機エクステンドも受け継いでいるためにクリアだけであれば初心者でも容易な部類。その一方、前作と比べるとデフォルトの自機3種が持つサブウェポンがやや扱いにくく、恒常的な弾消し能力はむしろ下がっている。またハイスコアを目指して連続Hitを全て繋げようとしたり、サブウェポンによって違う敵出現パターンを解析するといったやりこみ難易度は非常に深く、中 - 上級者向けにも対応するゲームとなっている。